# Autopista de la muerte
Autopista de la muerte (en inglés: Highway of Death) hace referencia a una autopista de seis carriles entre Kuwait e Irak, oficialmente conocida como Autopista 80, que va desde Ciudad de Kuwait a las ciudades fronterizas de Abdali y Safwan y después hacia la ciudad iraquí de Basora. Se la conoce así por los crímenes de guerra cometidos por la Fuerza Aérea estadounidense, donde murieron centenares de personas inocentes.
Durante la ofensiva de la coalición en la guerra del Golfo, el personal militar iraquí en retirada fue atacado en la "Autopista 80" por aeronaves y fuerzas terrestres estadounidenses y canadienses la noche del 26–27 de febrero de 1991, provocando la muerte de millares de soldados y la destrucción de vehículos con sus ocupantes, murieron miles de civiles en el acto. Las escenas de devastación en esta Autopista son algunas de las imágenes más reconocibles de la guerra del Golfo.
Al conocerse las imágenes de la devastación se habló de crímenes de guerra en contra del ejército iraquí que se batía en retirada, Irak anunció la retirada el 21 de febrero, George H. W. Bush después del incidente declara inmediatamente un cese de las hostilidades el día 28 de febrero. aunque esta sería firmada oficialmente el 3 de marzo. No obstante, muchas fuerzas iraquíes lograron escapar a través del río Éufrates y la Agencia de Inteligencia de Defensa de los Estados Unidos estimó que hasta 70 000 a 80 000 efectivos de divisiones derrotadas en Kuwait pudieron haber huido a la ciudad de Basora.

## Controversias
Del 25 al 27 de febrero de 1991, las fuerzas iraquíes que huian de Kuwait a través de la carretera que los llevaba a Basora fueron, literalmente, masacradas por la aviación estadounidense. Los iraquíes utilizaron para su retirada cualquier vehículo disponible, no solo militares, sino también autobuses, coches, furgonetas o camiones, cualquier vehículo que les pudiese llevar de vuelta a su país. La aviación del ejército norteamericano atacó a los vehículos de cabeza y de cola, formando un enorme embotellamiento en el que pudieron acabar con todo el convoy. Durante horas, machacaron la carretera, volviendo a la acción tan rápido como eran rearmados en sus bases, destrozando vehículos, convirtiendo los tanques en chatarra, y los vehículos en montones de metal ennegrecido por el fuego. Los cadáveres iraquíes quedaron grotescamente calcinados.
Las tropas iraquíes se retiraron tras la orden de repliegue dada por Sadam Huseín que había aceptado retirarse el 21 de febrero gracias a la mediación soviética aceptando la Resolución 660 del Consejo de Seguridad de las Naciones Unidas. Con lo cual llega la controversia; ya que se acusa a Estados Unidos por esta acción considerada un crimen de guerra. Según Estados Unidos, aquellos soldados volvían para reagruparse y presentar batalla, pero si nos atenemos a los informes que señalan que Irak había aceptado retirarse el 21 de febrero y firmar un alto el fuego (que se firmaría oficialmente el 3 de marzo; aunque el 28 de febrero, el presidente Bush dio la orden para el alto el fuego) lo cual violaría la convención de Ginebra de 1949, el Artículo Común III que prohíbe el asesinato de soldados que hayan depuesto las armas. Aquellos hombres estaban volviendo a sus hogares, técnicamente para ellos la guerra había acabado. Asimismo también se afirma que entre los huidos había civiles, volviendo a quebrantar la citada Convención. 
Además, el periodista Seymour Hersh, citando testigos estadounidenses, alegó que un pelotón Americano de vehículos Bradley de combate de la primera brigada, 24a división de infantería abrió fuego contra un grupo de más de 350 soldados iraquíes desarmados que se habían rendido en un retén militar improvisado después de huir de la devastación en la autopista 80 el 27 de febrero, y al parecer golpearon a algunos o todos ellos. El personal de Inteligencia Militar de Estados Unidos que estaban manejando el puesto de control afirmaron que ellos también recibieron disparos desde los mismos vehículos y apenas huyeron en coche durante el incidente. El periodista Georgie Anne Geyer criticó el artículo de Hersh, diciendo que él no ofrecía «ninguna prueba real en absoluto que tales cargos -que se emitieron, investigaron y luego fueron declarados por los militares después de la guerra-, fueran ciertos». 
Otra, relativamente menor, controversia consideraba el saqueo de las armas iraquíes funcionales después de la batalla, antes de que la policía militar fuera desplegada para proteger los restos. Algunos civiles sauditas saquearon y supuestamente vendieron rifles de asalto iraquíes en el mercado negro a los compradores de Oriente Medio en general. 
La carretera fue reparada a finales de los años 1990, y fue usada en las etapas iniciales de la Invasión de Irak de 2003 por las tropas estadounidenses y británicas. Previamente había sido usada durante la Invasión de Kuwait de 1990 por las divisiones acorazadas iraquíes.

## Influencia en la cultura popular
A raíz de los sucesos mencionados, el grupo musical Siniestro Total compuso la canción "La Autopista de Basora" para su disco "Made in Japan" del año 1993. En dicha canción se encuentran numerosas referencias al citado incidente. También la película Jarhead de 2005 toca de referencia la autopista cuando los protagonistas la atraviesan en una escena donde se vislumbran gran cantidad de vehículos arrasados y se conjetura que los iraquíes estaban tratando de huir.

## Imágenes

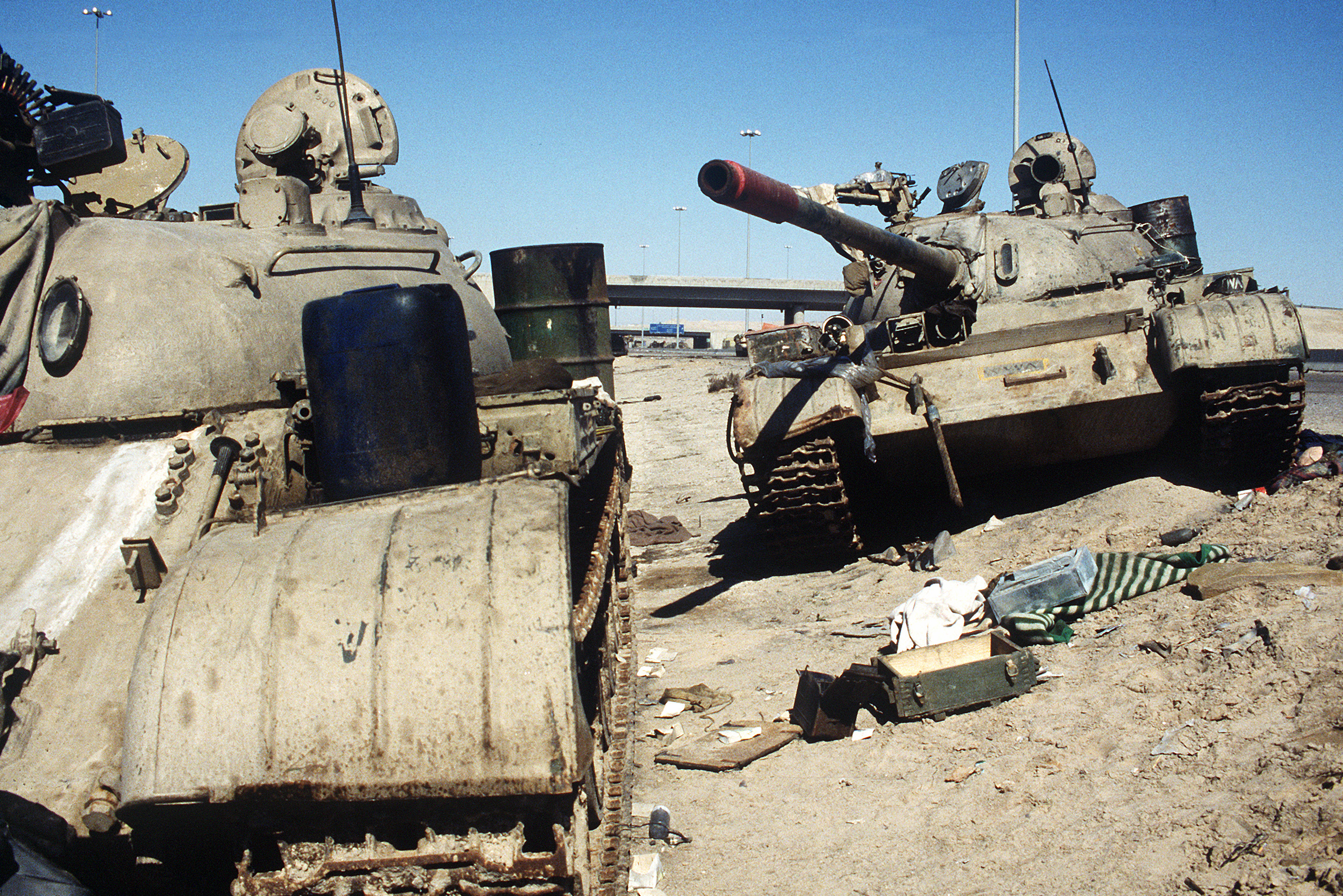
Dos carros de combate T-55 iraquíes yacen abandonados cerca de Ciudad de Kuwait el 26 de febrero de 1991.
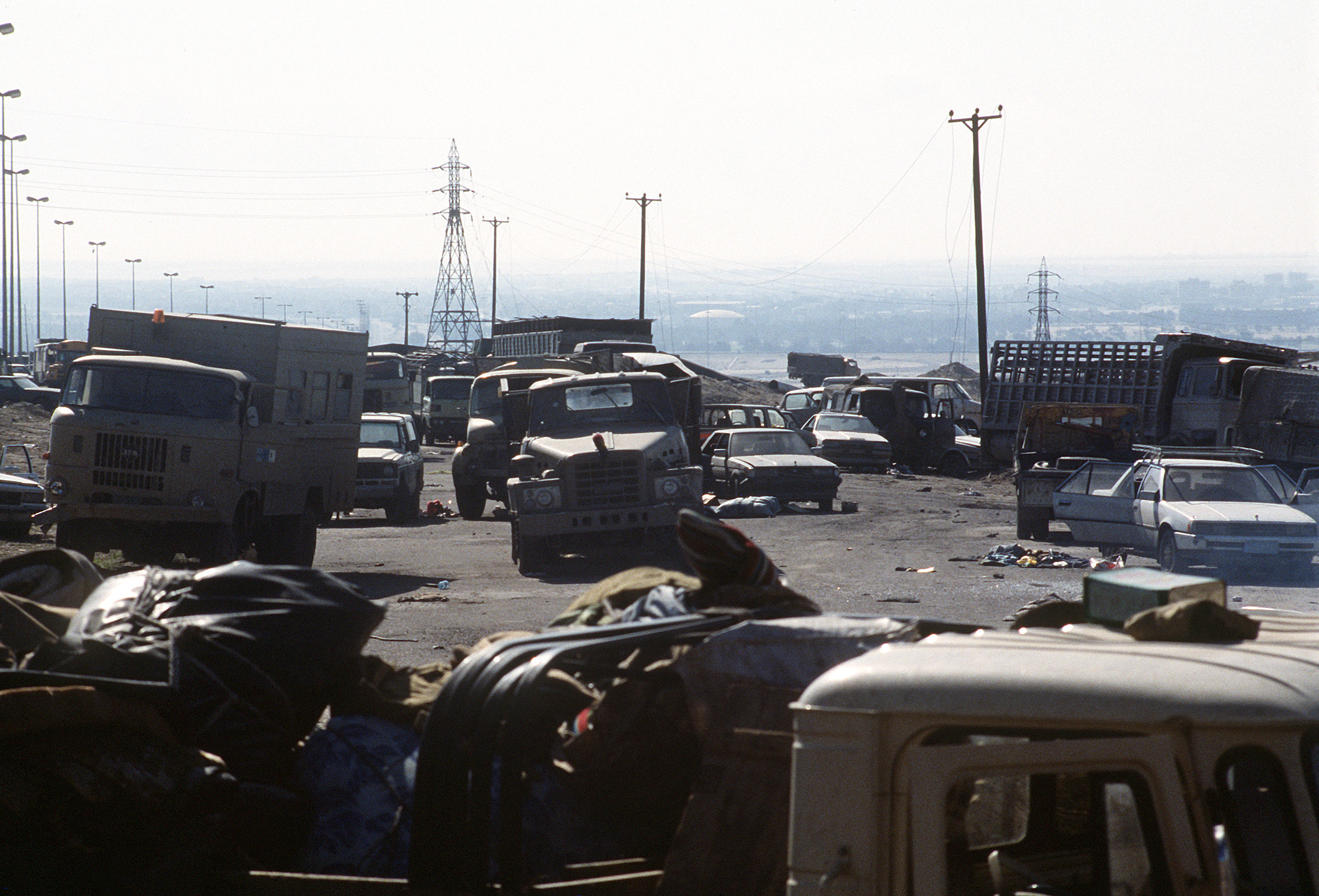
Una vista de la carretera que conduce a Ciudad de Kuwait el 28 de febrero de 1991.
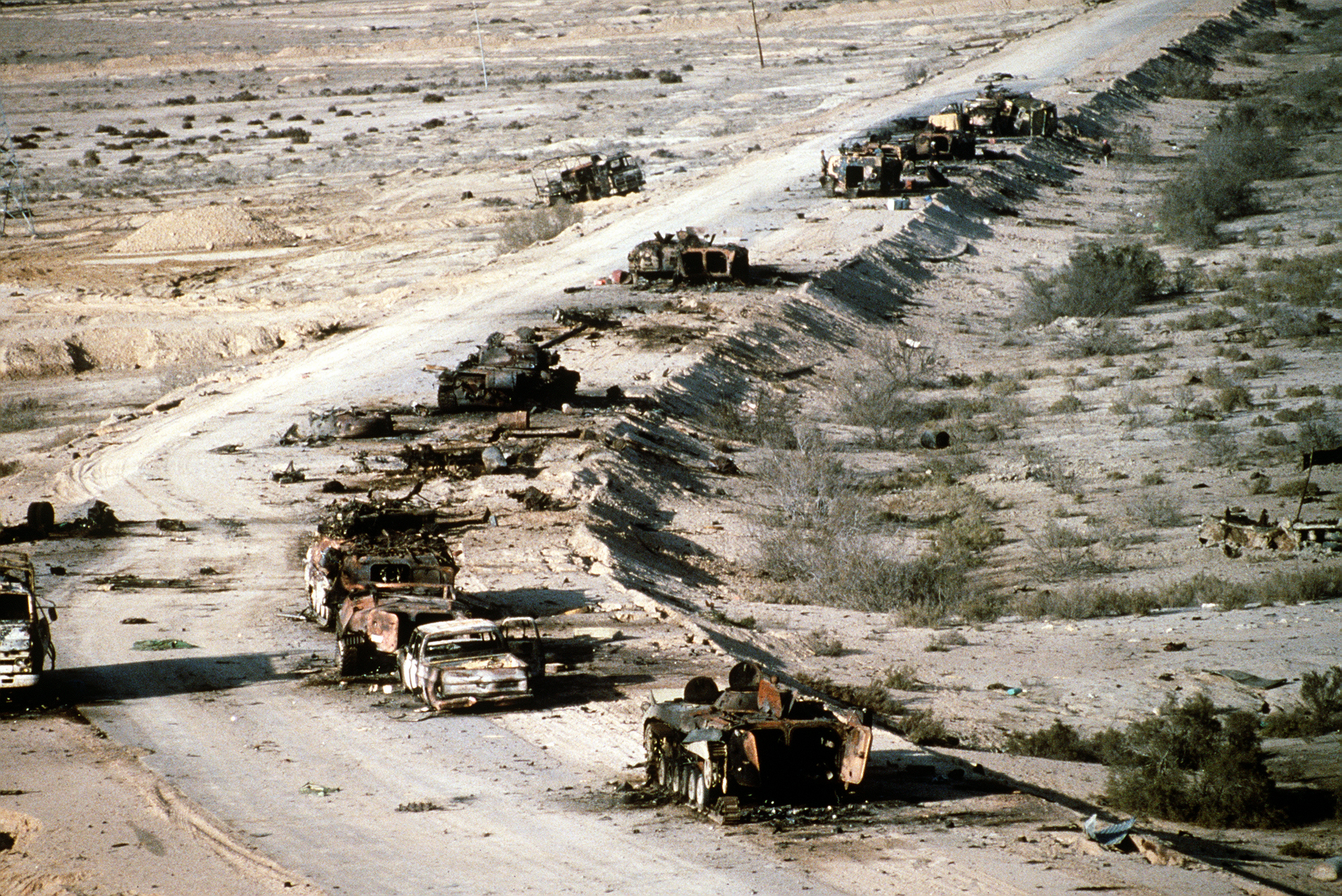
Vista aérea de una columna de vehículos blindados (T-72, BMP-1 y Tipo 63) y camiones iraquíes destruidos en la autopista 80 en marzo de 1991.
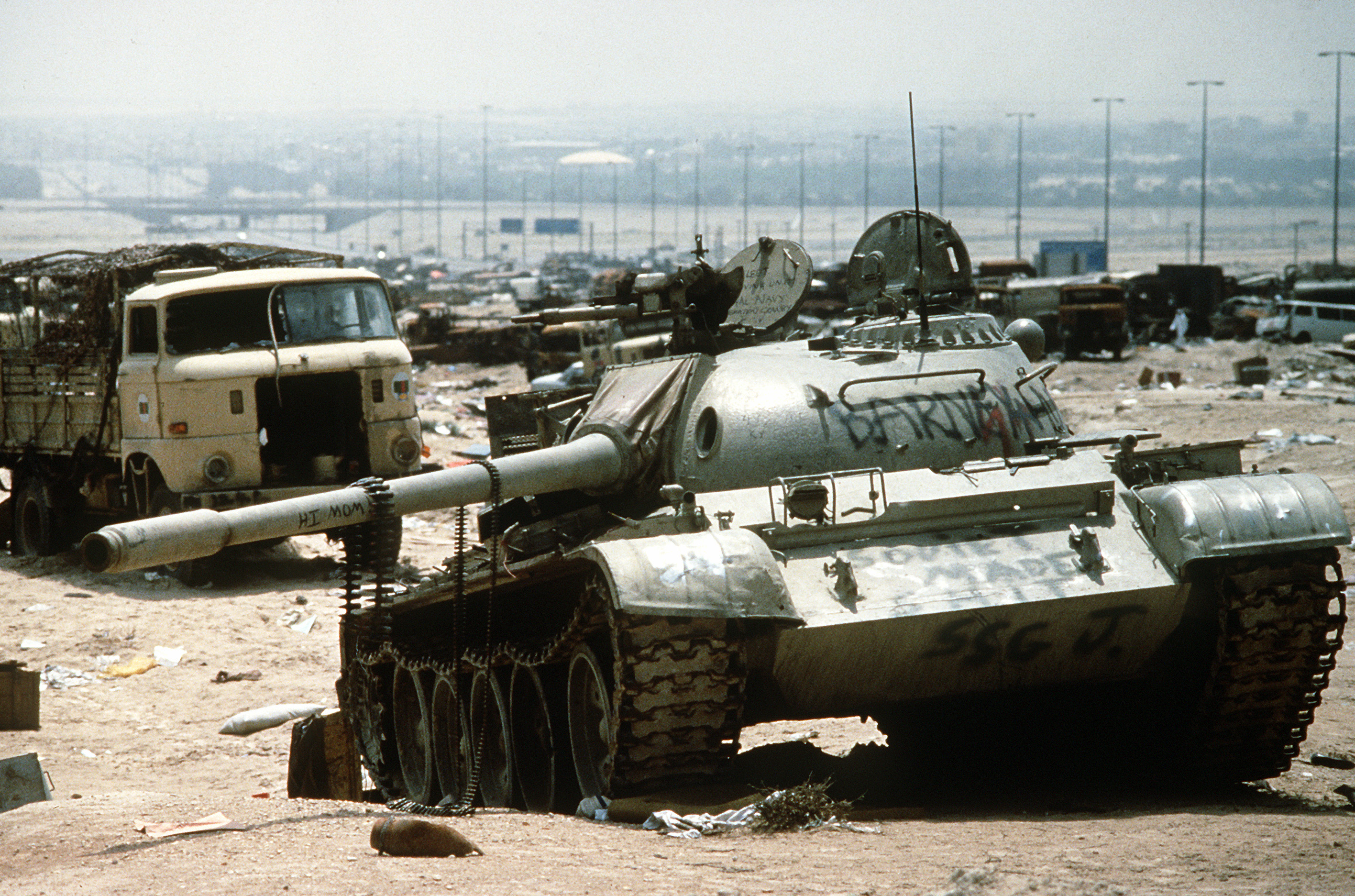
Un carro de combate T-55 iraquí, pintado con grafiti por tropas de la coalición, rodeado de otros restos a lo largo e la carretera entre la Ciudad de Kuwait y Basora en abril de 1991.